# ترسانة الصواريخ الفلسطينية
ترسانة الصواريخ الفلسطينية المستخدمة في الصراع العربي الإسرائيلي تشمل طائفة واسعة من الصواريخ والقذائف، وتتفاوت في التصميم، والحجم والحمولة. وتشمل الصواريخ الفلسطينية تلك المصنوعة محلياً في قطاع غزة والضفة الغربية، فضلاً عن الأسلحة المهربة من إيران وسوريا. تستخدم الصواريخ في الهجمات على إسرائيل، حيث تستهدف معظمها المراكز المدنية الإسرائيلية بالإضافة إلى المواقع العسكرية الإسرائيلية. وقد استخدمت الجماعات الفلسطينية صواريخ ضد إسرائيل بينها فتح وحماس، والجهاد الإسلامي، فضلاً عن الجماعات اليسارية. الصواريخ هي واحدة من الأسلحة الرئيسية التي تنتجها الجماعات الفلسطينية المسلحة.

## أنواع الصواريخ

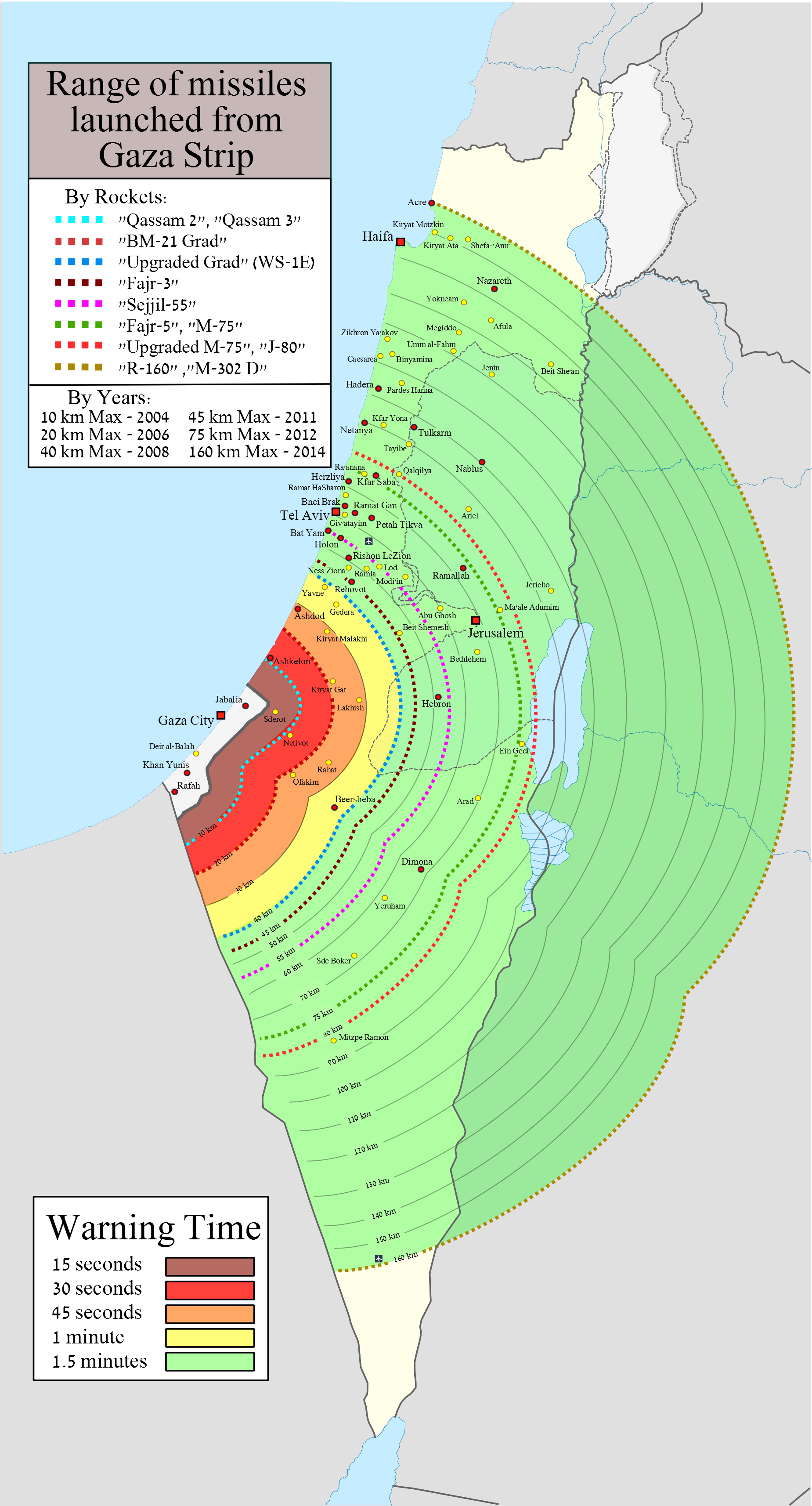
مدى الصواريخ الفلسطينية (المطلقة من غزة)

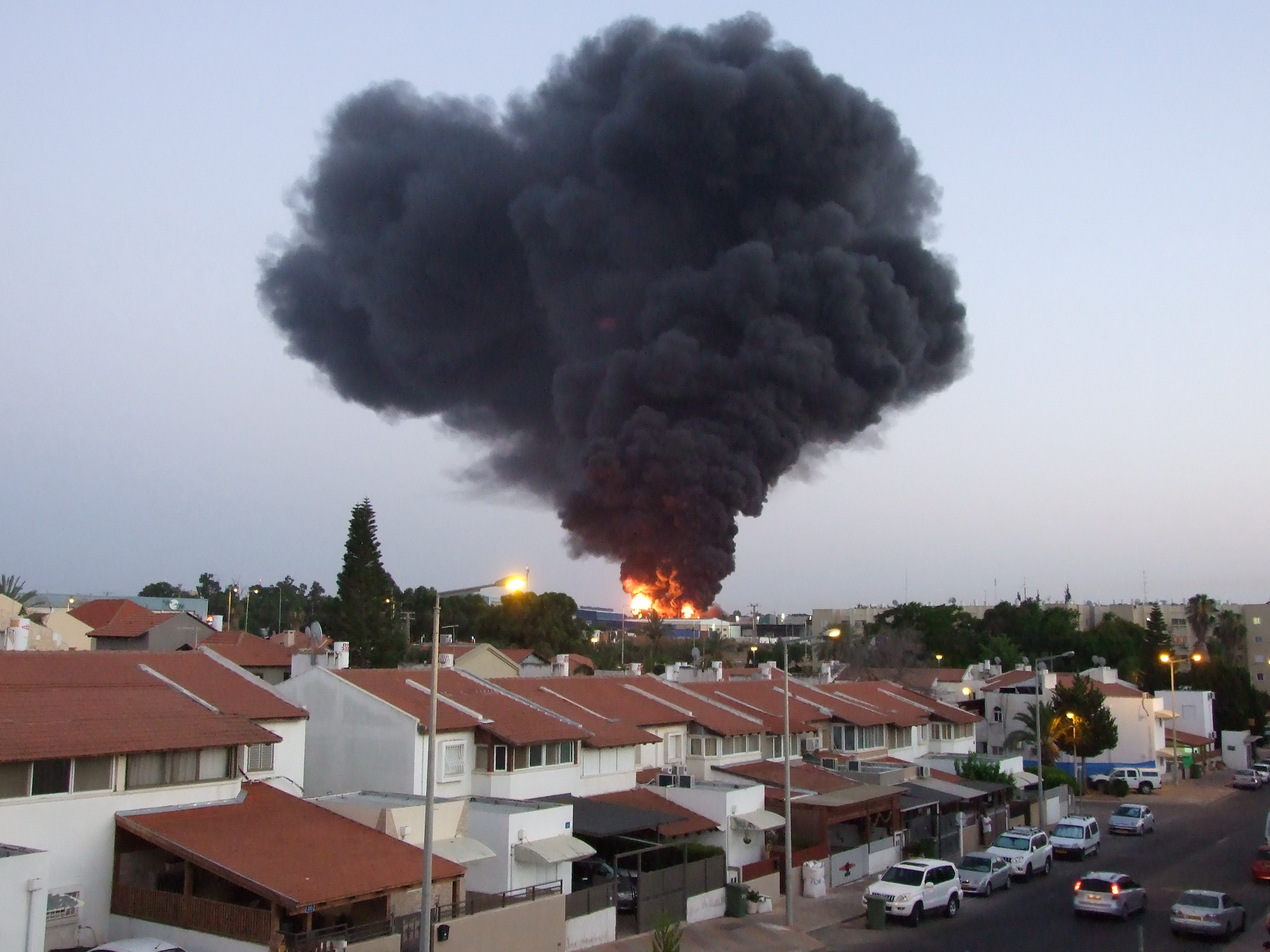
مصنع سديروت يشتعل بالنيران في أعقاب ضربة صاروخية

- الناصر – مستخدم من قبل لجان المقاومة الشعبية ومنظمات يسارية مسلحة[1]
  - الناصر-3
  - الناصر-4
- القدس – صاروخ محلي الصنع مستخدم من قبل حركة الجهاد الإسلامي[1]
  - القدس 101
  - القدس 102
- عرفات – مستخدم من قبل كتائب شهداء الأقصى وفتح، أطلق من الضفة الغربية[1][2]
  - عرفات 1
  - عرفات 2
- الأقصى-3 – مستخدم من قبل كتائب شهداء الأقصى وفتح[1]
- بهاء – طور من قبل كتائب شهداء الأقصى، سمي باسم سعد بهاء، أطلق من الضفة الغربية[2]
- جنين – صاروخ يستخدم من قبل فتح[1]
- فجر-5 – مدفعية صاروخية إيرانية طورت في بادئ الأمر في التسعينات[3]